# Laba (Garhanga)
Laba ist ein Dorf in der Landgemeinde Garhanga in Niger.

## Geographie
Das Dorf liegt etwa 19 Kilometer nordöstlich von Garhanga, dem Hauptort der gleichnamigen Landgemeinde, die zum Departement Keita in der Region Tahoua gehört. Zu den größeren Dörfern in der Umgebung zählen das rund elf Kilometer südöstlich gelegene Déoulé und das rund dreizehn Kilometer nordöstlich gelegene Tchimbaba Tané.
Die Siedlung besteht aus drei Teilen, die jeweils von eigenen traditionellen Ortsvorstehern (chefs traditionnels) geleitet werden: Laba Guébe, Laba Tchédia und Laba Toudou. Laba befindet sich auf einer Höhe von 533 m im Osten der Gebirgslandschaft Ader Doutchi. Das Dorf ist der Hauptort des 365 km² großen Laba-Tals, das sich Richtung Westen bis in die Gemeinde Tamaské erstreckt.
Laba ist Teil der Übergangszone zwischen Sahel und Sudan. Die durchschnittliche jährliche Niederschlagsmenge beträgt hier zwischen 400 und 500 mm.

## Geschichte

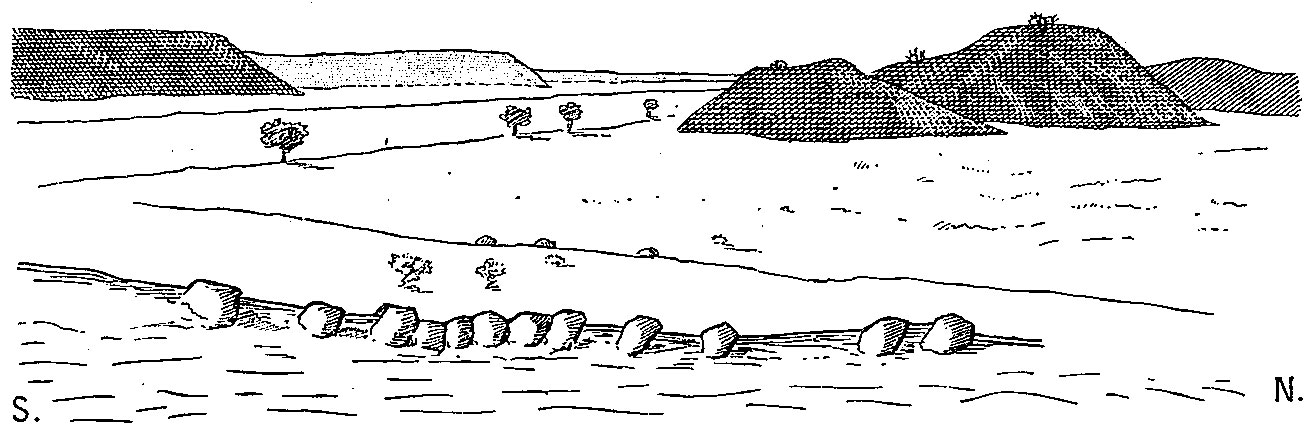
Zeichnung der Trockentäler bei Laba (1909)

Der britische Reiseschriftsteller A. Henry Savage Landor besuchte Laba am 1. Oktober 1906 im Rahmen seiner zwölfmonatigen Afrika-Durchquerung. Seiner Beschreibung zufolge bestand das Dorf damals aus 150 in den Talwindungen stehenden Hütten. Die 227 Kilometer lange Piste für Reiter zwischen den Orten Tahoua und Kornaka, die durch Laba führte, galt in den 1920er Jahren als einer der Hauptverkehrswege in der damaligen französischen Kolonie Niger.

## Bevölkerung
Bei der Volkszählung 2012 hatte Laba 6712 Einwohner, die in 866 Haushalten lebten. Bei der Volkszählung 2001 betrug die Einwohnerzahl 3774 in 548 Haushalten und bei der Volkszählung 1988 belief sich die Einwohnerzahl auf 3099 in 529 Haushalten.

## Wirtschaft und Infrastruktur

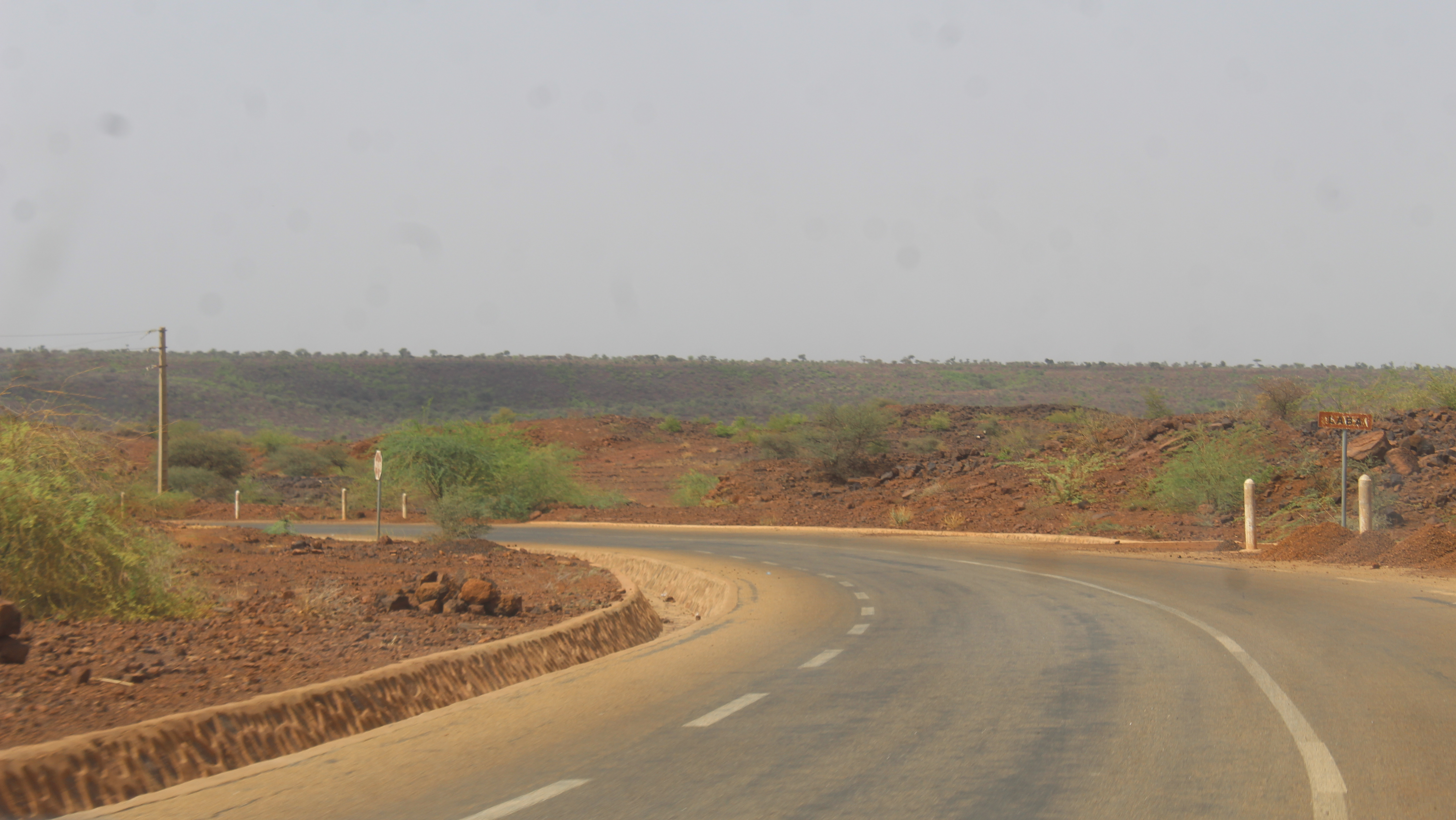
Nationalstraße 16 bei Laba (2024)

Die wirtschaftlichen Aktivitäten in Laba umfassen Ackerbau, Viehzucht, Handel und saisonale Arbeitsmigration. Im Ort wird ein regional bedeutender Wochenmarkt abgehalten. Der Markttag ist Sonntag. Im Vergleich mit anderen Dörfern im Departement Keita müssen die Ackerbauern von Laba lange Strecken bis zu ihren Feldern zurücklegen. Der Anbau von Zwiebeln, der mit den Dürreperioden der 1970er und 1980er Jahre in der ganzen Region verbreitet wurde, geht im Laba-Tal in die 1920er Jahre zurück.
Im Dorf gibt es mit einem Collège d’Enseignement Général (CEG) eine Schule der Sekundarstufe. Beim Centre de Formation aux Métiers de Laba (CFM Laba) handelt es sich um ein Berufsausbildungszentrum. Mit einem Centre de Santé Intégré (CSI) ist ein Gesundheitszentrum vorhanden.
Durch Laba verläuft die 172,3 Kilometer lange Nationalstraße 16 zwischen der Stadt Madaoua und der Route Tahoua–Agadez. Es handelt sich um eine moderne Erdstraße. Im Ort zweigen die 69,3 Kilometer lange Landstraße RR5-003 nach Badaguichiri und die 21,49 Kilometer lange einfache Erdstraße der Route 535 nach Barzanga ab.